# Академія

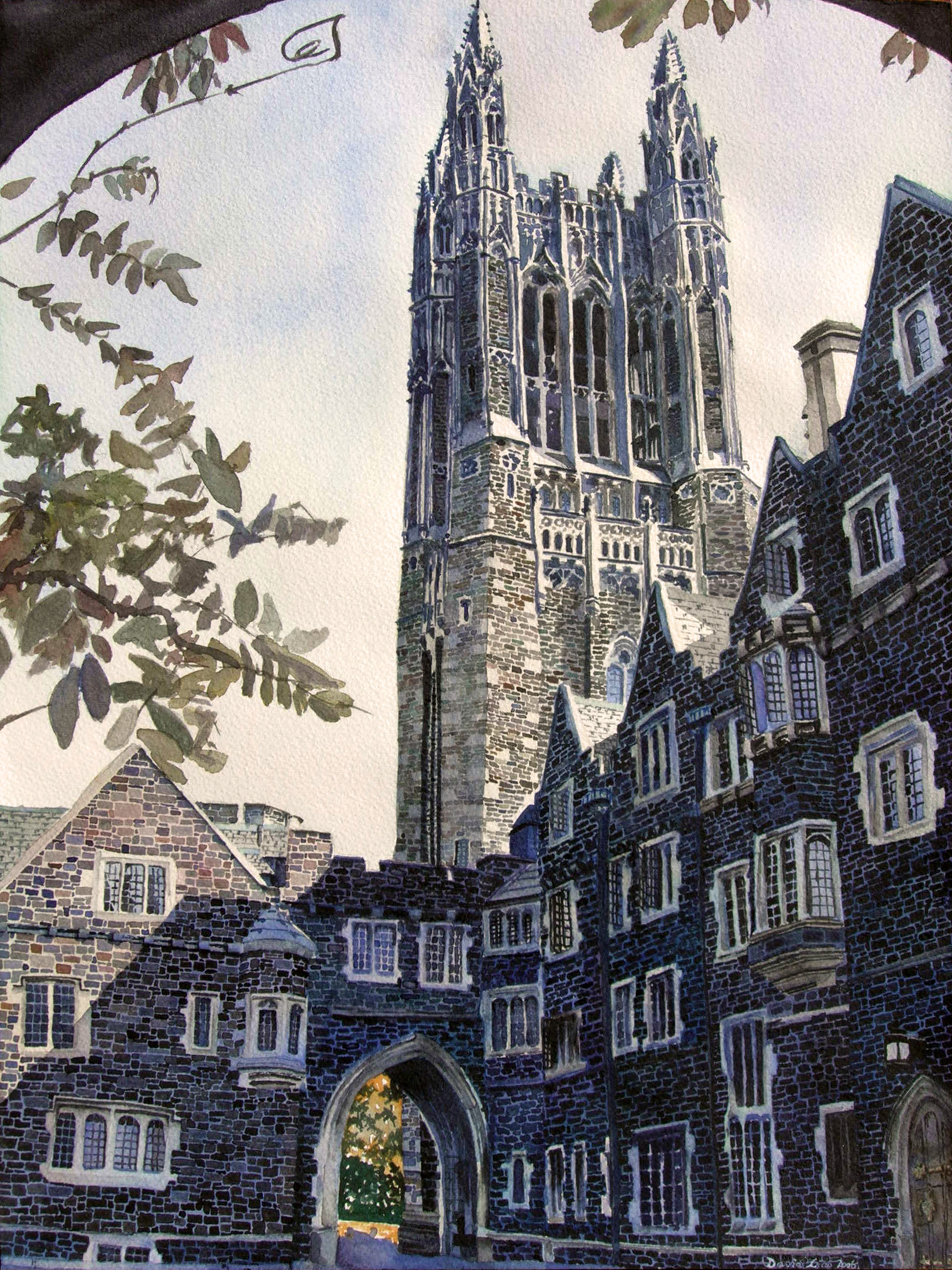
Принстонський університет

Академія або academia (академічний світ, академічне середовище; дав.-гр. Ἀκαδήμεια; грец. Ἀκαδημία — назва місцевості в Древній Греції; лат. та англ. Academia) — західний термін, що означає процес здобуття (дослідження), збереження і передачі (вища освіта) важливих знань від покоління до покоління, а також сукупність персоналій, установ та організацій, які займаються цим. Академія передовсім пов'язана із дослідницькими інституціями та закладами вищої освіти, які в західному світі тісно взаємопов'язані, починаючи з античної установи — Академії Платона IV століття до Р. Х.

## Назва
Назва походить від місцевості Академія у стародавній Греції, яка, у свою чергу, була названа на честь афінського героя Академа. Давньогрецький мислитель Платон бл. 385 до Р.Х. створив тут, за межами тодішніх міських стін Афін, гімнасій, який став визначним навчальним центром. У цьому місці було святилище богині мудрості та майстерності Афіни, створене на місці колишнього оливкового саду, звідки походить вираз «сади академії».
У цих садах Платон спілкувався зі своїми учнями. Він розвинув ці бесіди у метод навчання філософії і в 387 році до Р. Х. заснував те, що нині відомо як Стара Академія Платона.
Поступово латинський термін academia розширював своє значення і з доби Відродження став означати культурне накопичення знань, їхній розвиток, впорядкування та передачу від покоління до покоління через практиків та зберігачів, також спільноти та організації, які цим займаються. У XVII столітті британські, італійські і французькі вчені почали використовувати термін на позначення типу закладу освіти, а також на позначення дослідницьких чи почесних інституцій, що згодом перетворилося на традицію національних академій наук, як-от Французька академія.
В українській мові існує велика проблема з терміном academia, бо немає єдиного відповідника для всієї сукупності значень, адже слово «академія» вживається переважно для позначення одного із типів навчальних, дослідних або почесних закладів, а термін «академічна спільнота» позначає лише сукупність тих, хто займається отриманням, розвитком, збереженням та передачею знань, а не сам цей процес і його культурну традицію. На позначення процесу і традиції іноді вживають поняття «академічна культура», а для підкреслення історичної тяглості і власне традицій — академічна традиція.

## Історія

### Перша академія

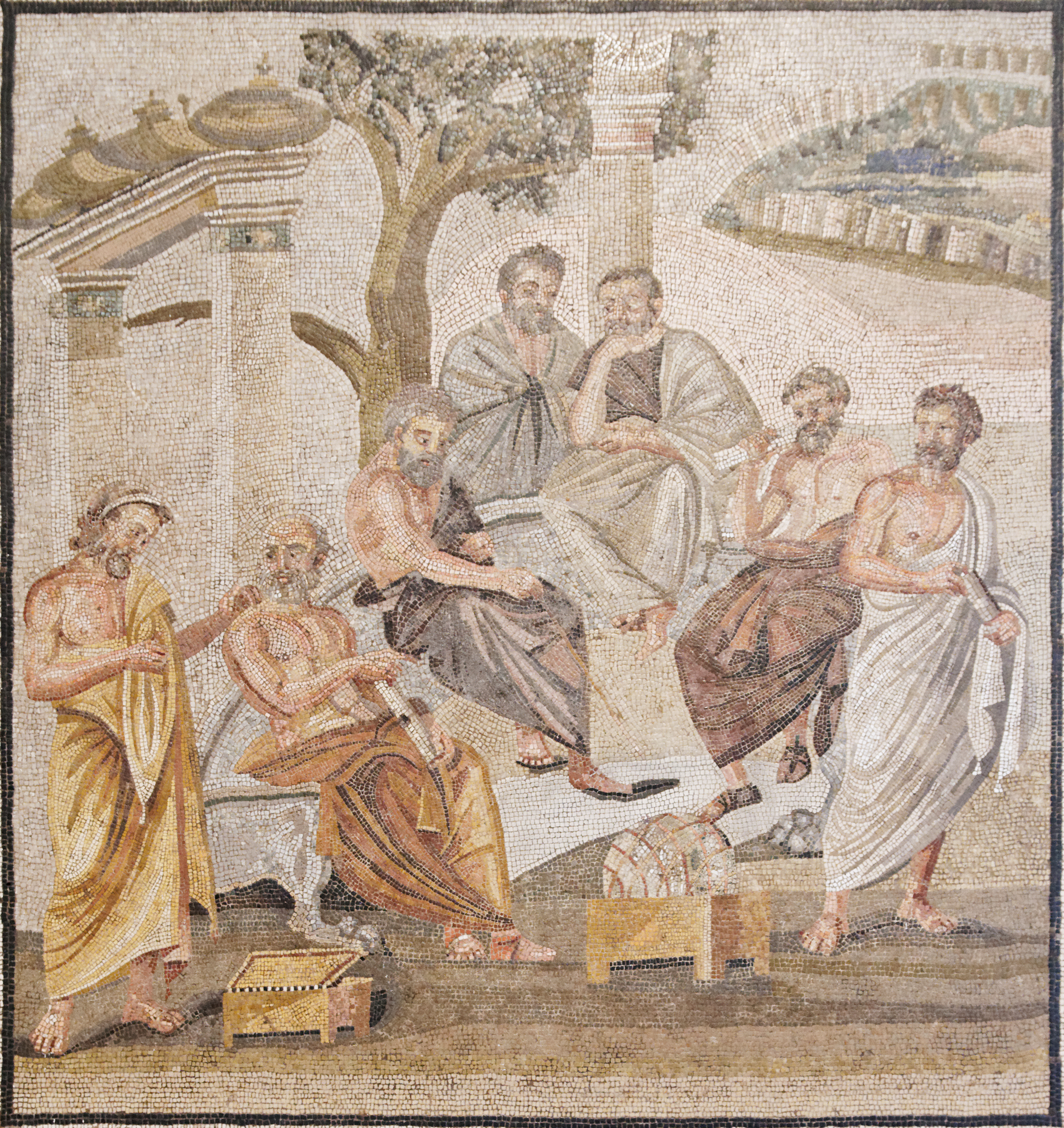
Академія Платона на римській мозаїці.

Первісно у місцевості Академія за межами міських мурів Афін (ще до того, як вони були збудовані Кімоном) знаходився священний оливковий сад, присвячений Афіні, богині мудрості, та іншим безсмертним. Архаїчною назвою місцевості була Hekademia, яка в класичні часи змінилася на Akademia і пояснювалася (принаймні з VI столітті до Р. Х.) як назва на честь легендарного афінського героя Академа.
Близько 385 до Р.Х. давньогрецький мислитель Платон створив тут школу філософії, де навчання проходило передовсім у формі бесід. Безпосередніми наступниками Платона на посаді очільників Академії були схолархи Спевсіпп (347–339 до Р. Х.), Ксенократ (339–314 до Р. Х.), Полемон (314–269 до Р. Х.), Кратес (бл. 269–266 до Р. Х.) та Аркесілай (бл. 266–240 до Р. Х.). Серед інших відомих схолархів були Лакід, Карнеад, Клітомах та Філон Ларіський (154—84 до Р. Х.), останній безперечний схоларх, після смерті якого почалися внутрішні конфлікти і класична Академія тимчасово припинила своє існування (але невдовзі була відроджена неоплатоніками). Відомими члена Академії також були Арістотель, Гераклід, Евдокс Кнідський, Філіп Опуський, Крантор, Антіох з Аскалону.

### Інші давньогрецькі академії
Невдовзі після заснування класичної Академії колеги та учні Платона стали створювати власні заклади такого ж типу. Аркесілай, учень Платона, заснував Середню Академію. Інший учень Карнеад заснував Нову Академію. У 335 до Р. Х. Арістотель доповнив метод Платона власними теоріями і заснував Ліцей на базі іншого гімнасію.

### Неоплатонічна академія пізньої античності
Після перерви у часи ранніх римських завоювань Академія була відновлена як нова інституція деякими платоністами пізньої античності, які називали себе «послідовниками» Платона і представляли себе як неперервну традицію прямо до Платона. Однак вони не мали ні географічної, ні інституційної, ні економічної, ні персональної спадкоємності з класичною Академією Платона.
Останні «грецькі» філософи оновленої Академії у VI столітті після Р. Х. вже складалися з представників дуже різних частин грецького культурного світу і демонструють сильний синкретизм. 5 із 7 філософів Академії, які згадуються у цей час, були сирійцями.
Імператор Юстиніан закрив школу у 529 році і ця дата часто цитується як кінець класичної античності. За свідченням історика Агафія, члени академії отримали захист у столиці Сасанідів Ктесифоні, а після миру між Персією та Візантією у 532 році їм дозволено було оселитися у Харані поблизу Едеси. Існують припущення, що платонічна традиція існувала там аж до 9 століття і була одним із джерел арабського відродження неоплатонічної традиції коментування у Багдаді.

### Освітні інституції Сходу
Хоча у стародавньому світі існували центри для поглибленого навчання ще з 2 тисячоліття до Р.Х. (Вавилон, Китай), але вони не включали дослідницьку діяльність, тож їх зазвичай не розглядають в історії розвитку західного розуміння вищої освіти та дослідницьких центрів (academia).
У V столітті до Р. Х. у місті Таксила в Стародавній Індії (нині Пакистан) виник навчальний центр, який іноді вважається першим університетом у світі. Школа складалася з кількох монастирів без великих гуртожитків та лекційних зал, тож навчання велося індивідуально. Звідси походить багато індійських вчених та мислителів класичної та середньовічної доби, найвідоміший із яких — Чанак'я. Студенти вступали до школи у віці 16 років, вочевидь вже після базової освіти. Тут вивчалися Веди та «вісімнадцять мистецтв», що включали такі навички як стрільба з лука, полювання та їзда на слонах. Окрім цього тут була правнича школа, медична школа та школа військової науки.
В добу античності на Близькому Сході та в Північній Африці поступово стали виникати навчальні і дослідницькі центри, що наслідували або були пов'язані з Академією Платона.

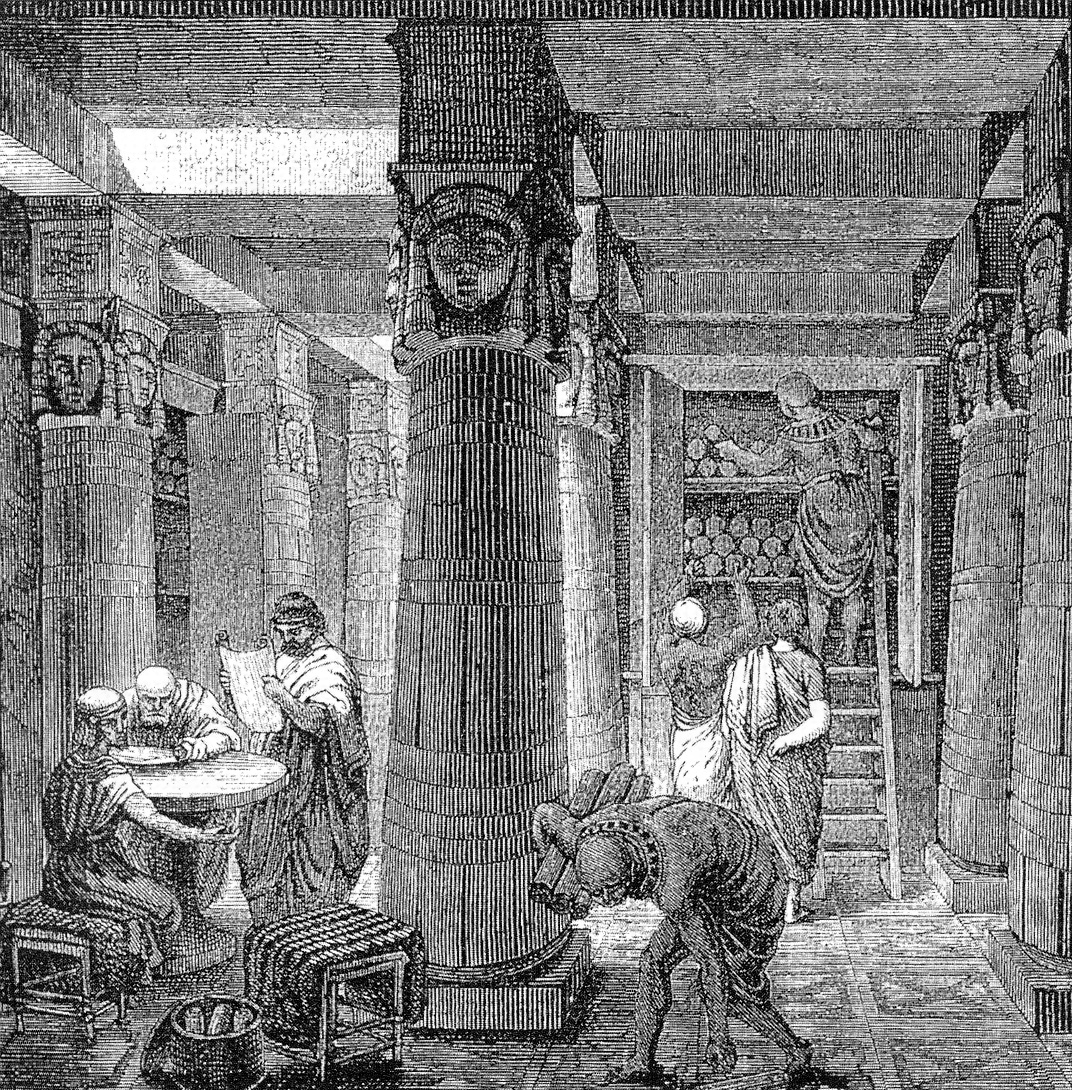
Александрійська бібліотека на гравюрі XIX століття.

Близько 290 року до Р. Х. була у Єгипті була заснована Александрійська бібліотека — заклад, що був тісно пов'язаним із грецькими академіями і суттєво вплинув на формування західних поглядів на збереження та передачу знання.
У 258 році була заснована Центральна імперська академія в Нанкіні у Китаї — перший освітній заклад сходу, який поєднував навчання з дослідницької діяльністю. У 470 році академію було розділено на 5 факультетів, які згодом сформували Нанкінський університет. З 8 століття стали виникати чисельні шуяни — заклади освіти, деякі із яких цілком можна класифікувати як заклади вищої освіти.
Ще один великий центр вищої освіті в Індії — Наланда — виник у Біхарі в 427 і проіснував до 1197 року. Це був буддійський університет-монастир, де зосереджувалися буддійські студії, але студентів також навчали мистецтв, медицини, математики, астрономії, політики та мистецтва війни. Заклад складався із восьми окремих поселень, де розташовувалися 10 храмів, зали для медитації, навчальні класи, озера та парки. Тут містилася велика бібліотека, де ченці копіювали книги та документи, щоби вчені могли отримати ці копії у свої приватні колекції. Існували гуртожитки для студентів, що, імовірно, було вперше як для навчальних закладів. Тут проживали 10 000 студентів та 2 000 викладачів. Центр приваблював учнів та вчених з Кореї, Китаю, Тибету, Індонезії, Персії і навіть Туреччини.
Навчальний центр Тімбукту, що виник в XI столітті на території нинішнього Малі, складався із трьох ісламських шкіл і в період розквіту налічував 25 000 студентів (місто мало населення 100 000 осіб).

### Європейські середньовічні університети

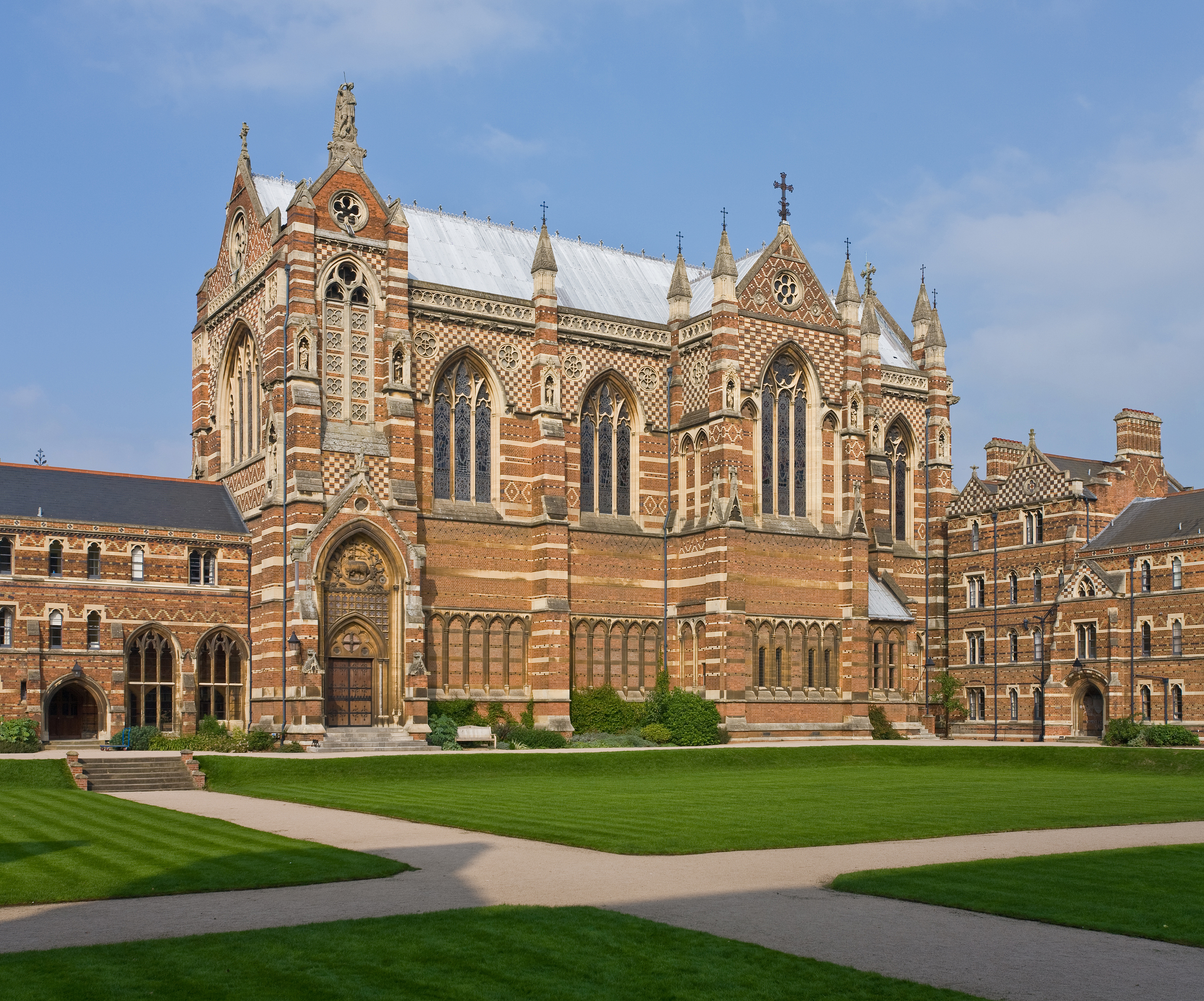
Оксфордський університет

У пізньому середньовіччі у Європі остаточно сформувалися регіональні академічні традиції та академічна культура, які поєднували античні та християнські витоки і склали academia у західному розумінні слова. У цей час постали класичні європейські університети, коли ченці та священики почали переїжджати із монастирів у кафедральні міста, де вони відкрили перші школи для поглибленого навчання і досліджень: Болонський університет, Саламанкський університет, Паризький університет, Оксфордський університет, Кембриджський університет. За виключенням Паризького університету, що після Французької революції реформ французької освіти у XX столітті вже не існує як єдиний навчальний заклад, всі ці університети і донині зберігають зв'язок із християнською культурою, в Оксфорді та Кембриджі досі викладається теологія і проводяться відповідні дослідження.
Освіта в університетах складалася із семи вільних мистецтв — тривіума (граматика, риторика і логіка) та квадривіума (арифметика, геометрія, музика та астрономія), які були кодифіковані ще в добу пізньої античності. Це було основою всієї освіти у середньовічній Європі допоки у 12 столітті не стали широкодоступні нові арабські дослідження та роботи Арістотеля. Така система освіти продовжувалася навіть після нової схоластики Шартрської школи й енциклопедичної роботи Фоми Аквінського, аж до розвитку нових дисциплін в науці та мистецтвах завдяки гуманізму XV та XVI століть.

### Ренесансні академії в Італії
У добу Відродження із поверненням інтересу до неоплатонізму академія набула нових значень.
Під час Флорентійського відродження Козімо Медічі особисто зацікавився ідеєю відновлення платонівської академії і зробив це у 1439 навколо молодого вченого і філософа Марсіліо Фічіно. Косімо надихнуло прибуття на Флорентійський собор (цілком провальний у церковному плані) візантійського філософа-неоплатоніка Гемістоса Пліфона, який справив велетенське враження на флорентійських інтелектуалів. Козімо Медічі передав Фічіно у користування одну зі своїх вілл, де й виникла Флорентійська академія. Це було неформальне утворення, спільнота для обміну ідеями, але воно справило велетенський вплив на ренесансний неоплатонізм.
Академічний рух виник також у Римі, де збільшення інтересу до стародавніх грецьких текстів призвело до прагнення гуманістів отримати доступ до Ватиканської бібліотеки. Цей неоплатонічний рух у Римі очолив кардинал грецького походження Віссаріон, титулярний католицький патріарх Константинопольський. Його будинок із великою бібліотекою став центром неоплатонічної філософії у Римі.
Наступні покоління гуманістів особливе зацікавлення проявляли до язичницької культури, особливо в академії Помпонія Лета, позашлюбного сина італійського дворянина, який присвятив життя енергійним студіям класичної античності. Він захоплювався язичництвом не лише теоретично і художньо, а й практично, що зробило його ворогом Церкви. Академія, після спроб взяти участь у політичних заворушеннях, була закрита.
У Неаполі Альфонсо Арагонський теж створив академію.
У XVI столітті у Римі стала виникати велика кількість літературних та естетичних академій, всі з яких мали чудернацькі імена. Більшість із них проіснували недовго і безслідно зникли. У 1520 постала Accademia degli Intronati, яка зосереджувалася на комедійних театральних виставах. Існувала також академія виноградарів (Vignaiuoli, 1530), академія чеснот (Virtù, 1542) та багато інших (Intrepidi, Animosi, Illuminati, Notti Vaticane). Дві з академій (Accademia di Diritto civile e canonico та Accademia Eustachiana) були засновані університетськими вченими-філософами та студентами. Усі ці академії були гуртками друзів, які збиралися навколо відомого вченого або заможного патрона і займалися культурно-мистецьким дозвіллям, а не методичними студіями. Кардинали, прелати і священство активно підтримували цей рух і були його учасниками. Академії доповнювали собою університети, заповнюючи ніші, які були слабко представлені в останніх. Попри свій недослідницький характер ці академії справили значний вплив на розвиток літературознавства, мистецтвознавства та інших гуманітарних дисциплін.
У 1583 році у Флоренції Медічі заснував ще одну академію — Флорентійську академію мистецтв і дизайну. Це була перша із більш формально організованих академій, які поступово замінювали середньовічні гільдії художників, відомі як Гільдія святого Луки. Метою таких академій було навчання професійних художників, що суттєво вплинуло на розвиток мистецтва і, зрештою, призвело до формування академічного стилю, який існує донині. Дуже впливовою була також Болонська академія (Accademia degli Incamminati), заснована братами Караччі, а також Академія святого Луки в Римі (заснована 1593), які закріпили термін «академія» за художніми навчальними закладами.

### Європейські академії XVII–XVIII століть
Поступово академії почали спеціалізуватися на окремих темах (мистецтво, мова, науки) і їх стали засновувати та фінансувати царі та інші суверени (у республіках академії були рідкістю). Від XVII століття академії поширилися по всій Європі. В Україні у 1632 році виникла православна Києво-Могилянська академія, заснована митрополитом Київським Петром (Могилою) з метою протистояти католицизму та уніатству (зокрема, Ягеллонському університету) і зберегти релігійну й національну ідентичність українців.

#### Літературно-філософські академії
У XVII столітті в Італії продовжилася традиція літературно-філософських академій, як кола друзів, що збираються навколо вчених патронів. Існували Umoristi (1611), Fantastici (1625) та Ordinati, засновані кардиналом Даті та Джуліо Строцці. Близько 1700 були засновані академії Infecondi, Occulti, Deboli, Aborigini, Immobili, Accademia Esquilina тощо. Впродовж XVIII століття багато італійських міст заснували схожі філософські та наукові академії. В першій половині XIX століття деякі з них стали національними академіями італійських держав до об'єднання Італії.

#### Академії мистецтв
Академія живопису і скульптури в Парижі, заснована монархією у 1648 році (згодом перейменована), була однією із найзначніших художніх академій, яка проводила найвідоміші салонні виставки з 1725. Художні академії засновувалися по всій Європі до кінця 18 сторіччя і деякі з них — Берлінська (1696), Мадридська (1744), Санкт-Петербурзька (1757), Лондонська (1768), Міланська (1776) — досі мають вищі художні навчальні заклади, хоча їхній вплив на культуру суттєво зменшився із кінця 19 сторіччя.
Фундаментальною особливістю академічних дисциплін у художніх академіях була регулярна практика ретельних рисунків античних скульптур чи стилізацій під античність з одного боку, і пошуку натхнення з іншого боку — малюючи живих людей. Студенти збиралися на сеанси малювання одягнених і оголених натурників, і таких рисунків, які у Франції називаються académies, з XVII до XIX століття збереглося десятки тисяч.
Схожі інституції були створені і для інших видів мистецтва — Римська музична академія (1585), Паризька королівська музична академія (1669) та Королівська академія архітектури (1671).

#### Мовознавчі інституції

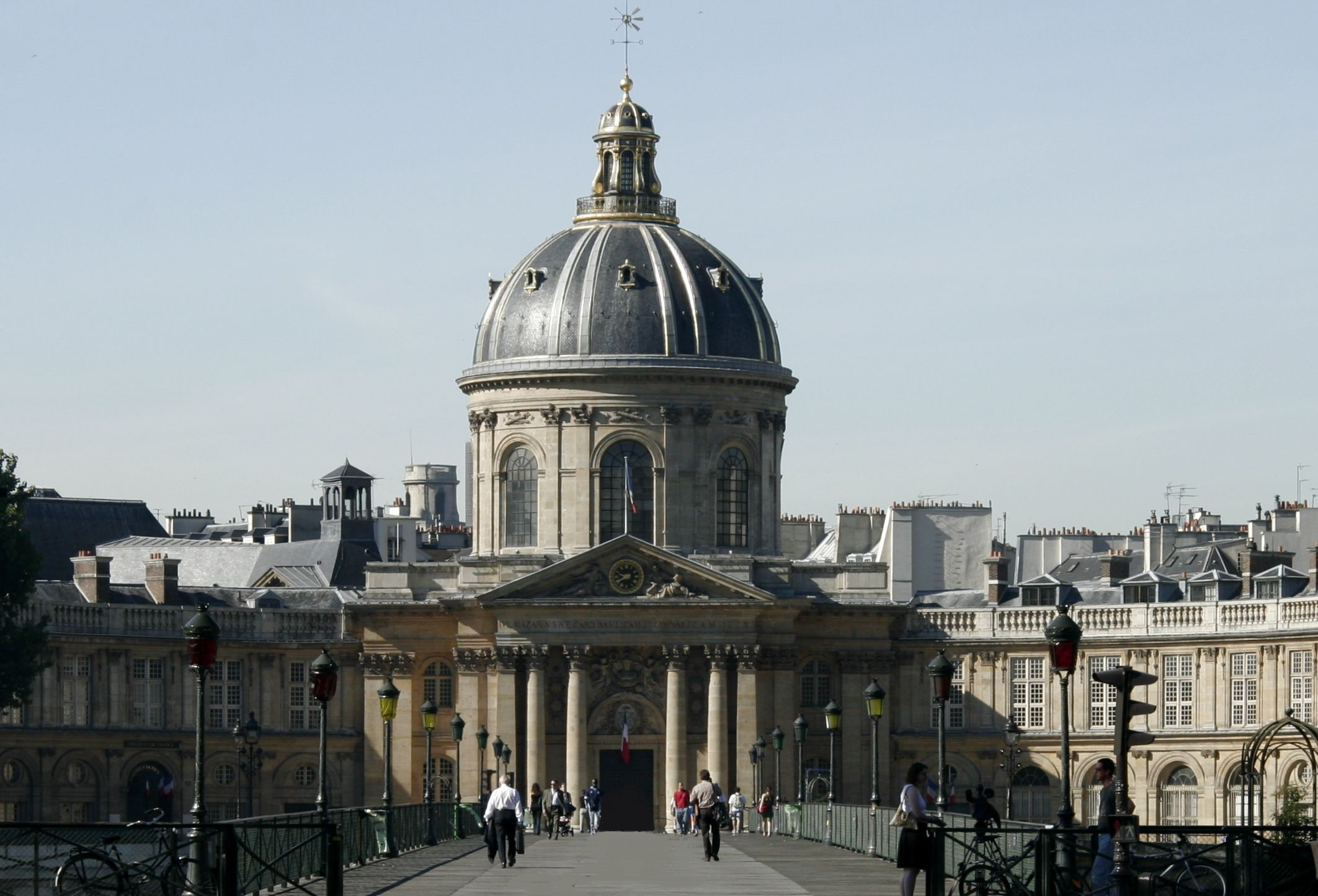
Французька академія

У 1540 були засновані Accademia degli Infiammati у Падуї та Accademia degli Umidi у Флоренції, невдовзі перейменована у Флорентійську академію. Обидві мали за основну ціль правильне літературне вживання вольгаре, італійської говірки, яка згодом стала сучасною італійською мовою. У 1582 п'ятеро флорентійських літераторів зібралися і заснували Академію делла Круска (Accademia della Crusca), щоби продемонструвати і зберегти красу флорентійської розмовної мови, внормованої за творами авторів Тресценто. Основним інструментом для виконання цього завдання став словник «Vocabolario degli Accademici della Crusca». Цей заклад тривалий час лишався приватною інституцією і перебував в опозиції до офіційної флорентійської мовознавчої академії.
Під впливом цих інституцій було створено Плодоносне товариство (Die Fruchtbringende Gesellschaft) для унормування німецької мови, які існувало з 1617 до 1680 року.
Академія делла Круска надихнула кардинала Рішельє заснувати у 1634 році аналогічну Французьку академію, яка стала основною інституцією для регулювання вживання французької мови та публікування офіційного словника французької. Наступного року академія отримала патент від короля Луї XIII як єдиної офіційної установи, що внормовує французьку мову.
Такі ж державні мовознавчі академії виникли в Іспанії (1713), Швеції (1786) та Росії (1783), але остання згодом була об'єднана з Російською академією наук.

#### Академії наук
Після неапольської Academia Secretorum Naturae, яка проіснувала зовсім недовго, першою академією, цілковито присвяченою природничим наукам, стала Національна академія деї Лінчеї (Accademia dei Lincei), заснована 1603 року в Римі. У 1657 році деякі студенти Галілея заснували Академію дель Чіменто (Accademia del Cimento) у Флоренції, яка займалася фізикою та астрономію. Заснування цієї академії фінансував принц Леопольд і великий князь Фердінанд II Медічі. Проіснувала вона кілька десятиліть.
У 1652 році чотирма фізиками була заснована Academia Naturae Curiosorum. У 1677 році Леопольд I, імператор Священної Римської імперії, визнав цю спільноту і в 1687 році і дав їй назву Леопольдина, під якою вона і стала відомою у світі. Вона була академією наук всієї Священної Римської імперії.

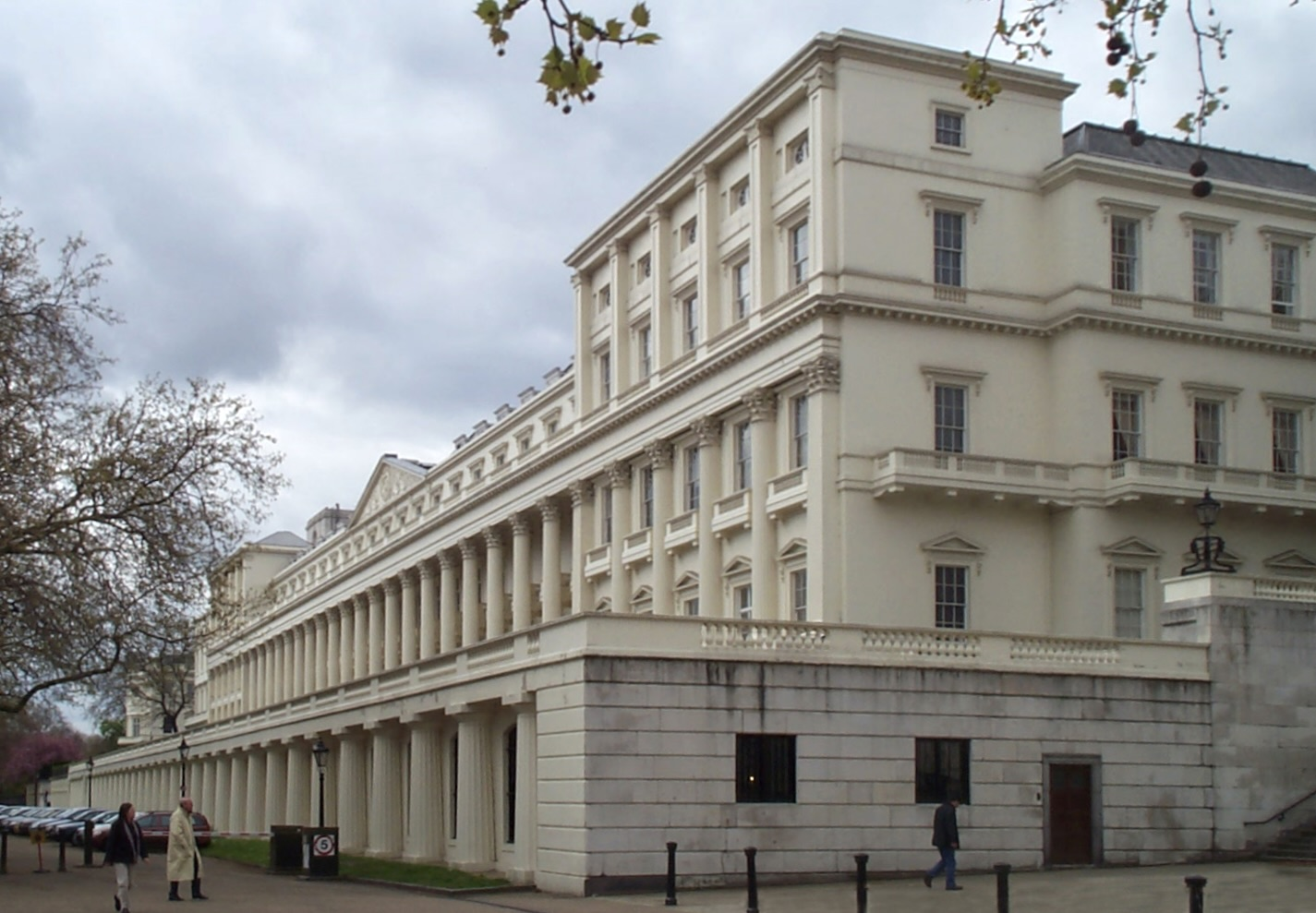
Лондонське королівське товариство

28 листопада 1660 року група науковців з Невидимого коледжу (зібрання, що існувало з 1645) зібралися у Грешем-коледжі та оголосили про створення «Коледжу просування фізико-математичного експериментального навчання», який збирався щотижня для обговорення науки та проведення експериментів. У 1662 англійський король Чарльз II підписав королівський указ про створення Лондонського королівського товариства, що пізніше стало називатися Лондонським королівським товариством з розвитку знань про природу.
У 1666 році Жан-Батист Колбер зібрав групу вчених, щоби заснувати наукове товариство в Парижі. Перші 30 років академія існувала неформально і не мала офіційного статусу. На відміну від Лондонського королівського товариства, ця академія була створена як орган уряду. У 1699 році король Луї XIV надав академії її перший устав та назвав її Французькою академією наук.
Хоча Пруссія була частиною Священної Римської Імперії, у 1700 році принц-електор Фредерік III Бранденбурзький за порадою Ґотфріда Ляйбніца заснував свою власну Прусську академію наук, президентом якої став Ляйбніц.

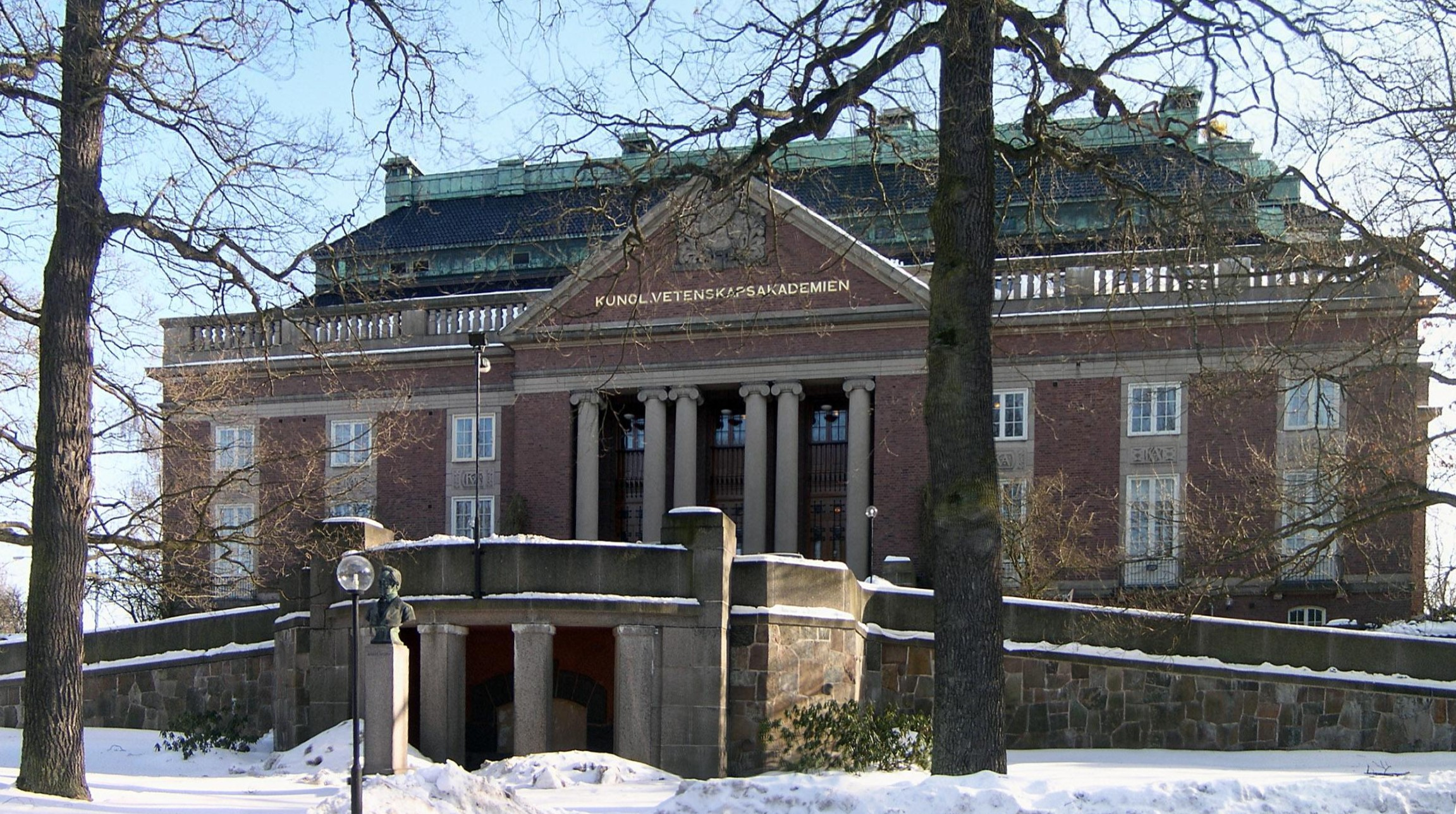
Шведська королівська академія наук

Упродовж XVIII століття багато європейських правителів засновували свої власні академії наук. Так виникли: Академія наук Болонського інституту (1714), Російська академія наук (1724), Дублінське королівське товариство (1731), Тосканська академія наук (1735), Шведська королівська академія наук (1739), Данська королівська академія наук та літератури (1742), Геттінгенська академія наук (1751), Ерфуртська академія наук (1754), Баварська академія природничих і гуманітарних наук (1759), Гейдельберзька академія (1763), Лісабонська академія наук (1779), Единбурзьке королівське товариство (1783), римська Accademia dei Quaranta (1782), Туринська академія наук (1784).
Цей тип академій перестав відігравати важливу роль після реформи університетів і заснування Берлінського університету, коли при університетах було створено лабораторії та клініки, де проводилися експериментальні дослідження.

#### Спільноти вчених
Вчені спільноти, академічні або наукові товариства постали як групи академіків, які працювали разом або представляли один одному результати своєї роботи. Ці неформальні групи згодом стали організовані й у багатьох випадках підтверджені урядами. Членство тут було обмеженим і зазвичай вимагало підтримки вже наявних членів, а також було обмеженим до певної максимальної кількості учасників. Лондонське королівське товариство, засноване 1660 року, було першою організацією такого типу. Американська академія мистецтв і наук, заснована 1780 року, теж була такою вченою спільною. Академічні спільноти існували, по-перше, з метою представлення на публікації академічних досліджень, чим у наш час займаються академічні видавництва, і, по-друге, з метою пошуку спонсорської підтримки досліджень та академіків, чим вони займаються і нині. У сучасному академічному світі членство в таких академічних і наукових спільнотах має почесний характер.
В Україні найвідомішою організацією такого типу є Наукове товариство імені Шевченка, засноване 1873 року. Прикладом академічного товариства є Національна академія мистецтв України.

#### Військові академії
Спершу такі академії навчали лише артилеристів та офіцерів-інженерів, як-от Aula da Artilharia (1641) та Aula de Fortificação (1647) у Лісабоні, Королівська савойська академія у Турині (1678), Імперська артилерійська військова академія Санкт-Петербурга (1698), Королівська військова академія у Вулвічі (1741), Real Colegio de Artilleria у Сеговії (1764).
Наприкінці XVI століття у Священній Римській імперії, Франції, Польщі та Данії було засновано багато лицарських академій, щоби готувати аристократію до державної та військової служби. Частину з них згодом було перетворено на гімназії, але деякі трансформувалися у власне військові академії.
Королівська данська військова академія почала навчати офіцерів для данської армії на вимогу короля Фредеріка IV у 1713 році.
У Франції військова академія була заснована Луї XV у 1750 році як академічний коледж для кадетів із бідних родин. Будівництво розпочалося у 1752 році, але школу було відкрито лише в 1760 році.
Терезіанська академія була заснована 14 грудня 1751 року Марією-Терезією Австрійською. Щороку академія приймала для навчання 100 дворян і 100 посполитих.
Ці перші установи стали моделлю для численних інших військових академій у Європі.

### XIX-XXI століття
У XIX і, особливо, у XX столітті термін «академія» став вживатися дуже широко — від наукових товариств до інвесторських організацій та приватних асоціацій у тій чи іншій сфері індустрії. Слово «академія» у назвах різноманітних інституцій, особливо освітніх, стало дуже популярним завдяки історичній традиції значних інтелектуальних та культурних здобутків, що пов'язані з ним. Поширення ринкових відносин на всі сфери життя призвело до вживання «престижного» терміна всюди, де тільки можна.

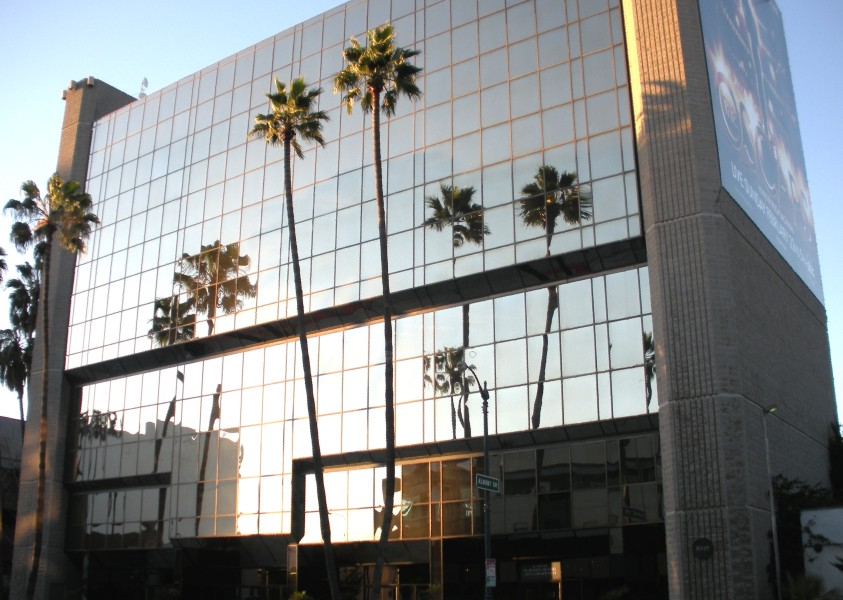
Академія кінематографічних мистецтв і наук

Академія кінематографічних мистецтв і наук у США, яка вручає щорічні премії Оскар, — це приклад комерційної організації у сфері кіноіндустрії, яка використовує цю назву.
Термін «академія» став широко застосовуватися стосовно спеціалізованих навчальних закладів типу коледжів: Королівська музична академія у Великій Британії, Національна академія образотворчого мистецтва і архітектури в Києві, Військова академія США, Військово-морська академія США, Академія ВПС США, тощо. За прикладом військових академій, поліція у США навчається у поліційних академіях. У Німеччині з XIX століття академіями часто називали гімназії, тобто школи нижчого рівня за коледжі. У Великій Британії — це також тип початкових освітніх закладів. У США термін широко вживається для різноманітних комерційних курсів, наприклад, шкіл танців.
У цей час засновуються і продовжують існувати національні академії та спільноти вчених, художників чи письменників. Вони зазвичай засновані державами і часто контролюють майже все державне (і не тільки) фінансування досліджень у своїх галузях. Їхніми учасниками зазвичай є відомі персоналії у відповідних галузях, які обираються вже наявними членами або призначаються урядом. Такі установи не є закладами освіти, хоча іноді можуть здійснювати певні освітні проекти.
Моцарт називав «академіями» публічні виконання своїх творів у Відні у 1780-х та 1790-х, і звідтоді цим терміном також іноді позначають музичні концерти або ж інші культурні заходи.
У XX і XXI столітті у широкому вжитку термін суттєво розширився і знецінився, навіть тритижневі курси лекцій чи семінарів можуть зватися «академією». Водночас у більш науковому вжитку став поширений латинський термін academia на позначення серйозного наукового співтовариства та вищої освіти, які сприймаються як глобальний нащадок Афінської академії Платона.

## Сучасні складові

### Академічні установи та організації

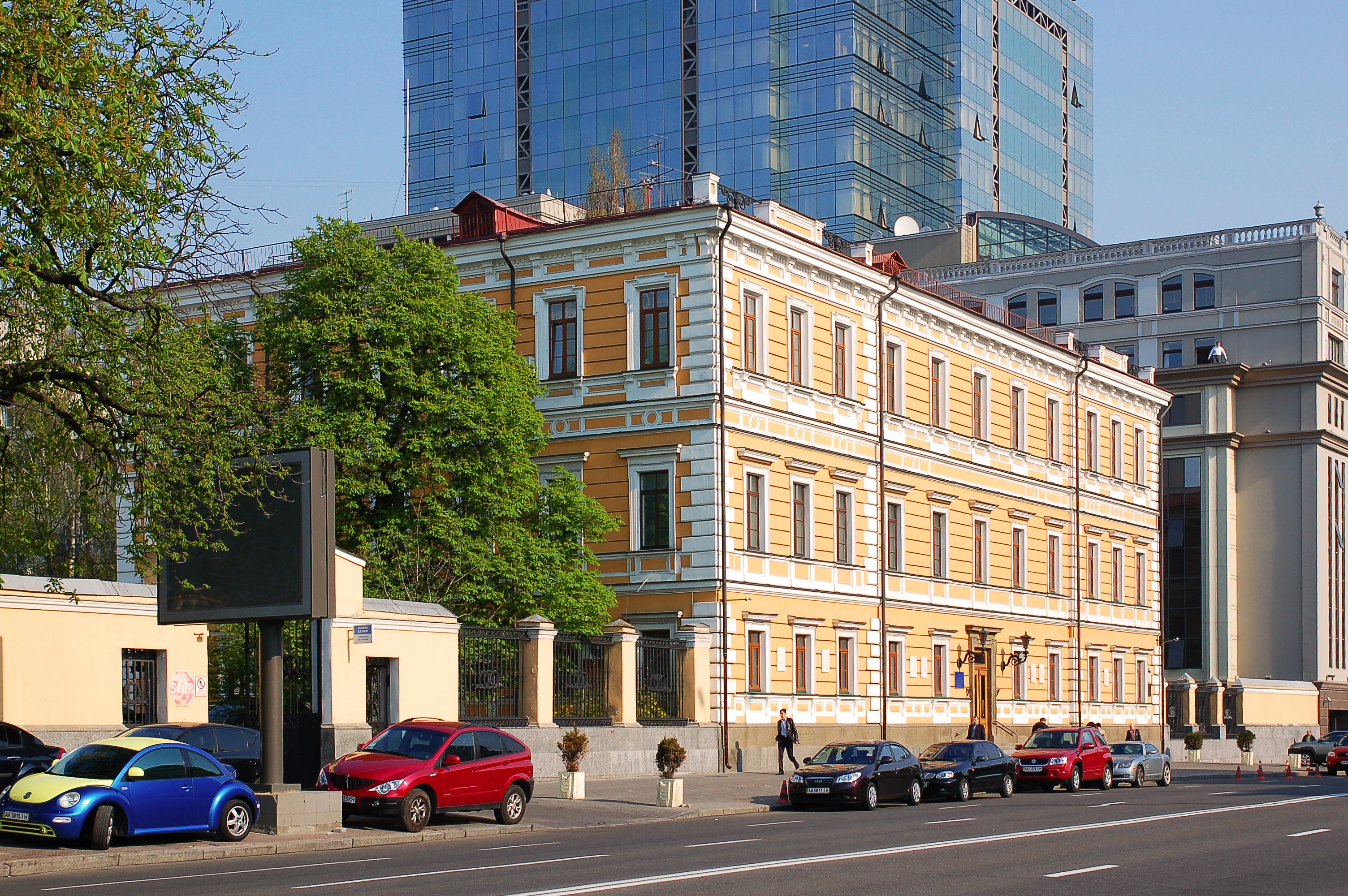
Президія Національної академії наук України.

До сучасних академічних установ та організацій, тобто до власне academia, зараховуються не всі заклади, які називають себе «академіями», а лише національні академії, що є спільнотами провідних вчених чи митців країни (Афінська академія, Французька академія, Національна академія мистецтв України), науково-дослідні інституції (Національна академія наук України, Інститут надтвердих матеріалів, Російська академія наук), а також заклади вищої освіти — університети, інститути, а в деяких країнах також коледжі чи навчальні академії.

### Академічна спільнота

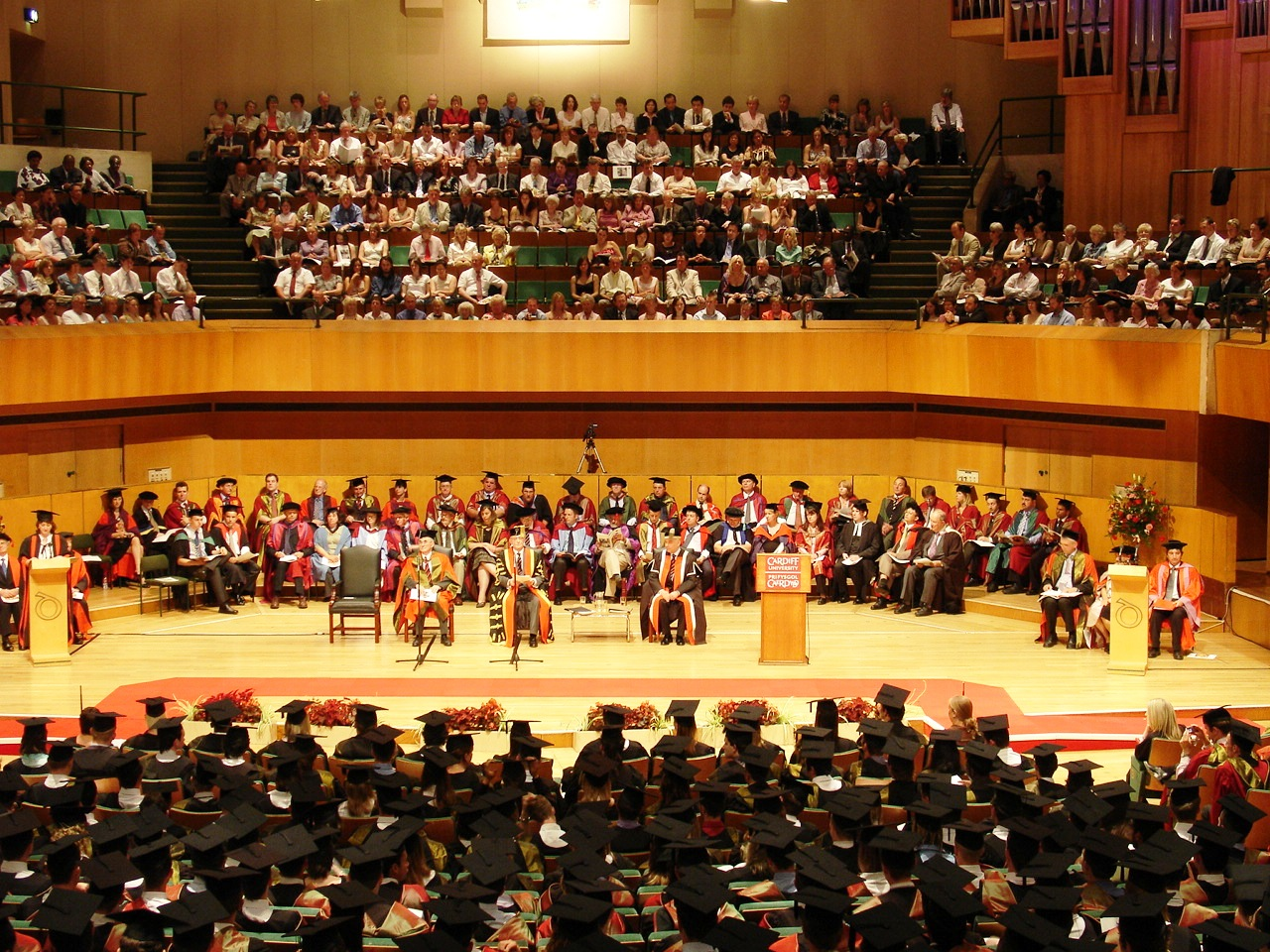
Академічна спільнота Кардіффського університету під час студентської випускної церемонії.

Академічна спільнота або академічне співтовариство — це світова спільнота викладачів і дослідників із наукових товариств, навчальних та дослідницьких інституцій найвищого рівня (університети, інститути та власне академії). Латинський термін academia включає це значення, але в українській мові «академічна спільнота» вживається частіше, хоч і має вужче значення.
В Україні академічна спільнота зазвичай є синонімічним поняттям до університетської спільноти, однак в «Етичному кодексі Київського національного університету імені Тараса Шевченка» ці терміни розрізняються. Академічна спільнота визначається як «усі члени університетської спільноти, які беруть участь в освітній та науковій діяльності Університету», а університетська спільнота, у свою чергу, як «професорсько-викладацький склад, адміністрація Університету та його структурних підрозділів, наукові працівники, слухачі підготовчих відділень, студенти, аспіранти, докторанти, навчально-допоміжний персонал, працівники адміністративно-господарської частини».
Академічна спільнота є ширшим поняттям за наукову спільноту, оскільки академічні дослідження можуть стосуватися тих сфер знання, які не вважаються наукою (science) у строгому сенсі слова (філософія, мистецтво, теологія тощо).

#### Наукові ступені і звання
Представники академічної спільноти зазвичай мають вищий науковий ступінь (кандидат наук або доктор філософії, доктор наук), а ті з них, хто займається викладацькою діяльністю, ще й вчене звання (доцент, професор). Ступені і звання можуть різнитися залежно від країни. Термін «вчений» (scholar) часто вживається на позначення всіх представників академічної спільноти (academics), тоді як термін «науковець» (scientist) — лише для позначення представників природничих і точних наук. Утім, в українській мові це розрізнення яскраво не виражене, оскільки немає такого жорсткого розрізнення між природничими та гуманітарними науками, як в англійській мові.

### Академічна культура
Академічна культура (англ. academic culture) — це культура накопичення знань, їхнього розвитку, впорядкування та передачі від покоління до покоління через практиків та передавачів, тобто дослідників і викладачів дослідницьких інституцій та вищих навчальних закладів. У західних мовах це є частина значення терміна латинського походження academia. Академічна культура є ширшим поняттям за «наукова культура» (як і академічна спільнота є ширшим поняттям за «наукова спільнота»), оскільки вищі навчальні заклади та дослідницькі інституції можуть займатися знаннями, які не є строго науковими (наприклад, філософією, мистецтвом, теологією тощо). Відомими теоретиками академічної та університетської культури були Вільгельм фон Гумбольдт, кардинал Джон Генрі Ньюмен, Хосе Ортега-і-Гассет («Місія університету»), Ярослав Пелікан («Ідея Університету»), Карл Ясперс («Ідея університету»).
У вузькому значенні академічна культура позначає лише «відносини, цінності та поведінку людей, котрі працюють або навчаються в університетах, наприклад, викладачів, дослідників та студентів».

#### Академічний одяг

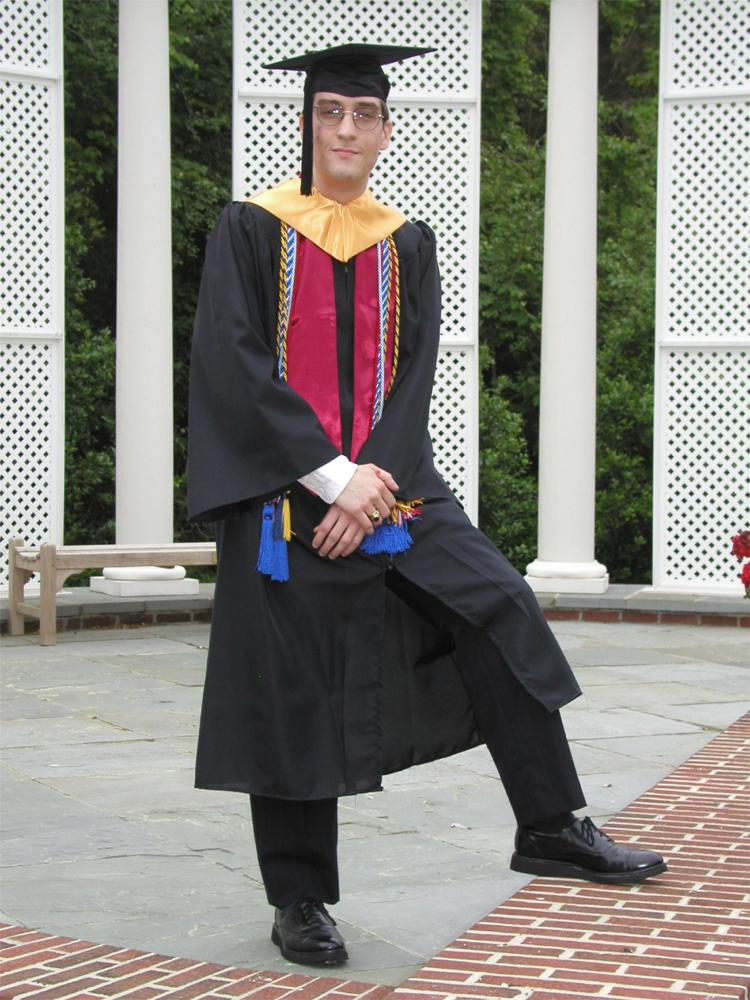
Академічний одяг у США

В академічній культурі сформувалися власні традиції одягу, який вдягається на офіційні та урочисті події, а в деяких закладах і щоденно. Традиція цього одягу йде від середньовічного вбрання священиків та ченців, які і сформували основу сучасної західноєвропейської та американської університетської освіти та наукової діяльності. Найвідомішими є такі елементи як квадратний академічний капелюх, академічний шарф у кольорах навчального закладу, та академічна мантія чи плащ.

### Академічна традиція
Академічна традиція — це історична тяглість академічної культури накопичення знань, а також конкретні звичаї та норми, які сформувалися у рамках цієї традиції.

### Академічна видавнича діяльність

#### Історія академічних журналів
Серед перших дослідницьких академічних журналів був британський «Proceedings of Meetings of the Royal Society», що публікувався ще у XVII столітті. У той час публікація академічних досліджень було явищем суперечливим. Часто публікації анонсували відкриття і заявляли про першість автора, але не розкривали деталей, тож мало хто міг довідатися про наукові досягнення. Так діяли Ісаак Ньютон та Лейбніц. Тим не менше, цей спосіб захисту авторства не був ефективним і постійно виникали суперечки за авторство, кількість яких зменшилася лише на початку XX століття, коли сформувалася сучасна система академічних журналів.

#### Сучасний стан

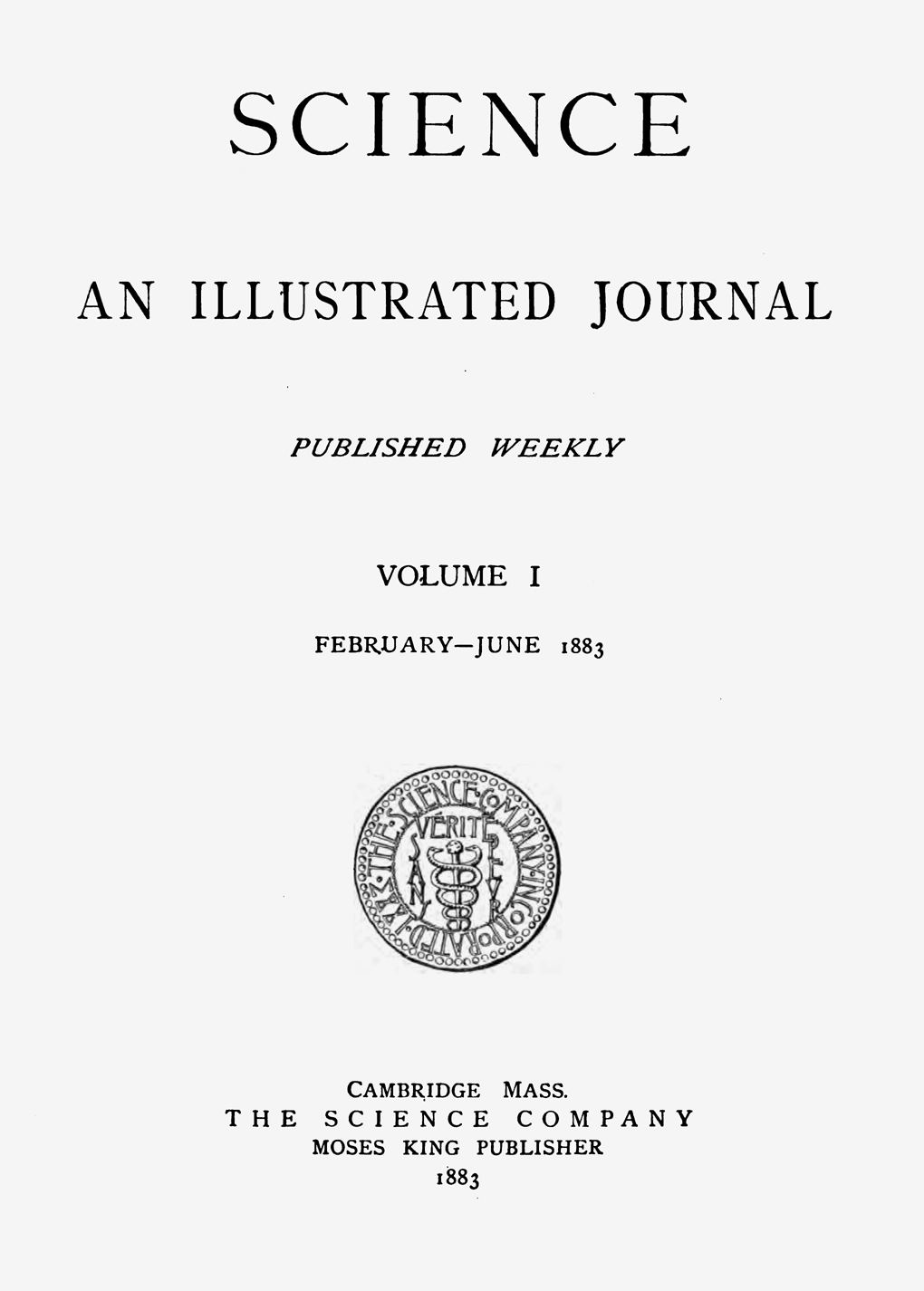
Обкладинка першого номера журналу «Science» (1883).

Дослідницькі журнали були настільки успішними, що їхня кількість стрімко зростала усі останні десятиліття. Кредом сучасних академічних дослідників стало «публікуйся, інакше зникнеш». За виключенням таких загальних журналів як «Science» чи «Nature», більшість видань стосуються вузької тематики чи дисципліни. Існують різні методи перевірки надісланих текстів. Найпоширенішим є початкове прийняття редакцією журналу, потім рецензія двох чи трьох дослідників із цієї ж або близької теми, які рекомендують або не рекомендують текст до публікації, після чого йде редагування і коригування тексту до публікації. Суперечливі теми можуть вимагати додаткові рівні перевірки. Журнали мають певну ієрархію, що частково ґрунтується на репутації, а частково — на суворості перевірки надісланих текстів. Найпрестижніші журнали зазвичай отримують та публікують найважливіші роботи. Автори, яким вдається там опублікуватися, суттєво піднімають свою академічну репутацію та резюме.

## Структура

### Академічні дисципліни
Academia зазвичай розділяється за академічними дисциплінами або галузями досліджень. Коріння такої класифікації сягає середньовічних тривіума і квадривіума, які були моделюю схоластичної вченості у перших університетах Європи.
Ці дисципліни неодноразово змінювалися і переглядалися, а також поставала велика кількість нових, щоразу більш вузьких. Через це у сучасному академічному середовищі пріоритет часто надається міждисциплінарним дослідженням, хоча їх значно важче організувати і в практичному аспекті (адміністрування і фінансування), і через різні дослідницькі методи у різних дисциплінах. Деякі нові галузі досліджень починалися як міждисциплінарні, але згодом оформилися у самостійні спеціалізовані галузі, як-от когнітивна наука.
Більшість академічних інституцій відбивають дисциплінарний поділ у своїх адміністративних структурах — вони розділяються на відділення (департаменти, факультети тощо) чи програми за різними галузями досліджень. Кожне відділення зазвичай окремо адмініструється та фінансується академічною інституцією, хоча члени відділень, наукові та адміністративні співробітники, можуть належати одразу до кількох відділень. Окрім цього, академічна установа зазвичай має загальну адміністративну структуру, яка не підпорядковується жодному відділенню, дисципліні чи галузі.

### Кваліфікації
За завершення навчання в певній галузі зазвичай надається академічна кваліфікація або ступінь. У Європі це такі ступені: бакалавр (за завершення базової вищої освіти), магістр і доктор (за завершення поглибленої вищої освіти). У більшості галузей досліджень більшість дослідників та викладачів мають ступінь доктора, але в деяких ремісничих і творчих сферах достатньо і ступеня магістра.

### Академічні конференції
Із академічною видавничою діяльністю тісно пов'язане проведення наукових конференцій — збирання в одному місці вчених та інтелектуалів для обговорення їхніх досліджень за певною темою чи темами. Ці заходи зазвичай відкриті для всіх зацікавлених і проводяться для поширення нових наукових ідей серед більш широкої аудиторії.

### Внутрішні конфлікти
Всередині академічного середовища різні групи мають різні, іноді протилежні, цілі. У сучасній академії кілька з цих конфліктів добре відомі і дуже поширені.

##### Освіта, дослідження і ринок
Очевидним прикладом є конфлікт між намаганням покращити якість вищої освіти чи досліджень і прагненням зменшити їхню вартість. Іншим конфліктом є суперечності між професійними навчальними програмами, на які є попит роботодавців, та загальними (універсальними) навчальними програми, що призводить до суперечок стосовно стандартів акредитації. Пов'язаним із цим є конфлікт між науковими дослідженнями задля комерційного прибутку та науковими дослідженнями задля самого наукового поступу, які не приносять ніякого безпосереднього матеріального прибутку.

##### Практика і теорія
Переведення теорії в практику може викликати розриви між тим, що вивчається в академічному середовищі і тим, як це працює в реальному світі. Зменшувати цей розрив покликані численні професійні школи, а також освітня і соціальна робота, де студенти та співробітники мають брати участь у практичних проектах. Останнім часом зростає кількість зорієнтованих на практику наукових досліджень навіть у традиційно теоретичних галузях.
Не всі погоджуються із важливістю теорії стосовно практики. Представників академічного світу часто критикують за те, що їм не вистачає практичного досвіду і вони надто відірвані від «реального світу». У крайньому прояві ця тенденція проявляться у русі антиінтелектуалізму.

#### Місто і університет
Університети часто культурно суттєво відрізняються від міст, де вони розташовані. Іноді це призводить до суперечностей і конфліктів із місцевим населенням через політичні, економічна та інші чинники, а також значну станову й інтелектуальну нерівність.

## Сучасні виклики та критика
Окрім внутрішніх суперечностей стосовно стандартів та підходів, сучасне академічне середовище стикається і з більш серйозними викликами — антинаукою, псевдонаукою, антиінтелектуалізмом та плагіатом.

### Антинаука
Антинаукою називають різні доктрини і практики, які розглядають науку як зло, джерело людських нещасть, як загрозу самому людському існуванню, і спрямовані на боротьбу проти сучасного західного розуміння науки.

### Псевдонаука
Псевдонаука — це діяльність, що навмисне або помилково імітує науку, але по суті такою не є. Головна відмінність псевдонауки від науки — це використання неперевірених наукових методів, помилкових або сфальсифікованих даних і відомостей, а також заперечення можливості спростування.

### Антиінтелектуалізм
Антиінтелектуалі́зм — недовіра й ворожість щодо інтелекту, інтелектуальності та інтелектуалів, яке зазвичай виражається в ставленні до освіти, філософії, літератури, мистецтва й науки як до непрактичного, непотрібного, гідного зневаги. Антиінтелектуали часто претендують на роль заступників й друзів простого народу, борців проти політичного й академічного елітизму. Вони звинувачують освічені верстви у відриві від щоденних турбот більшості, а також у тому, що інтелектуали підпорядкували собі політичну діяльність і вищу освіту.

### Плагіат
Особливу проблему для академічного середовища складає плагіат — привласнення авторства на чужий твір або на чуже відкриття, винахід чи раціоналізаторську пропозицію, а також використання у своїх працях чужого твору без посилання на автора. Велика частина діяльності серйозних академічних інстутицій спрямована на виявлення і боротьбу з плагіатом, його недопущення в наукових публікаціях і дослідженнях.